# Krøderbanen
Krøderbanen er en 26 km lang jernbane, der går fra Vikersund på Randsfjordbanen til Krøderen i Buskerud i Norge. Byggeriet af banen startede i 1870, og den blev åbnet 28. november 1872. Persontrafikken blev indstillet 19. januar 1958, mens godstrafikken fortsatte frem til 1. marts 1985. Samme år vedtog Stortinget, at Krøderbanen sammen med Krøderen Station skulle bevares for eftertiden som veteranbane.
Ved åbningen var Krøderbanen smalsporet med 1067 mm sporvidde, men den blev ombygget til normalspor med 1435 m sporvidde i 1909. Den vigtigste indtægtskilde for banen var transport af tømmer fra Hallingdal til Drammen. Fra Krøderen Station i den sydlige ende af indsøen Krøderen var der forbindelse med dampskib til Gulsvik. Sejladsen tog 2½ time med D/S Haakon Adelsten (fra 1861), Krøderen og Norefjeld. Det sidste dampskib sejlede i 1925.
Krøderbanen var i halvandet år en del af Bergensbanen. Da strækningen Voss-Gulsvik blev taget i brug 10. juni 1908, måtte passagerer og gods fragtes videre med dampskib over Krøderen og fra Krøderen Station med tog til Vikersund og Randsfjordbanen. Men efter at Bergensbanen åbnede i sin helhed til Hønefoss og Oslo i december 1909, gik det tilbage for Krøderen, og der var kun lokaltrafik tilbage på Krøderbanen.
Stationsområdet på endestationen Krøderen er fredet sammen med ca. 2,6 km af banen. Udover endestationerne er der stationer i Snarum, Sysle og Kløftefoss.
Krøderbanen er i dag veteranbane, hvor Norsk Jernbaneklubb kører med både damptog og motortog fra sidst i juni til sidst i august. Kørslerne kombineres gerne med forskellige arrangementer, for eksempel westernshow eller markedsdag. Visse dage er det desuden muligt at foretage en rundtur med damptog, skib på Krøderen og besøg på eventyrmuseet Villa Fridheim. Pr. 2018 er Krøderbanen en afdeling af Stiftelsen Buskerudmuseet.
I 1980 indspillede bandet Ballade! slageren Dra med Krøderbanen, der er en norsk udgave af Duke Ellingtons jazzsang Take the "A" Train. Den norske tekst blev skrevet af Lillebjørn Nilsen.